# Лукас Петков
Лукас Петков е български футболист, роден в Германия, който играе за Елверсберг и България като нападател.

## Кариера
На 22 май 2021 г. Петков дебютира в Бундеслигата за ФК Аугсбург при поражението с 2:5 срещу Байерн Мюнхен. На 2 юни той подписва нов договор с Аугсбург до юни 2024 г., след което е изпратен под наем за един сезон в отбора от Регионаллигата Ферл. На 31 януари 2023 г. Аугсбург удължава договора на Петков до лятото на 2026 г. и го изпраща под наем в отбора от Втора Бундеслига Гройтер Фюрт до края на сезона. На 19 юни 2023 г. Гройтер Фюрт удължава наема на Петков до 30 юни 2024 г.

### Национален отбор
Макар, че е роден в Германия, Петков е от български произход. През януари 2022 г. Александър Димитров, треньор на България до 21 г., потвърждава, че Петков е изразил желанието си да представлява България и се работи по получаване на гражданство. През януари 2023 г. Българският футболен съюз съобщава, че Петков е съгласен да играе за България и работят върху това да го направят национал през 2023 г. Той получава първата си повиквателна за България на 21 август 2023 г. за мачовете срещу Иран и Черна гора. На 7 септември 2023 г. Петков прави дебют, като играе като титуляр при загубата с 0:1 срещу Иран.